# Междугорное (Башкортостан)
Междугорное (баш. Междугорный) — деревня в Белебеевском районе Башкортостана, входит в Донской сельсовет.

## География
Расстояние до:
- районного центра (Белебей): 8 км,
- центра сельсовета (Пахарь): 8 км,
- ближайшей ж/д станции (Аксаково): 18 км.

## История
Название происходит по месту расположения .

## Население
| 2002 | 2009 | 2010 |
| ---- | ---- | ---- |
| 2    | ↘1   | →1   |

Национальный состав
Согласно переписи 2002 года, преобладающая национальность — русские (100 %).